# 藤四郎町
藤四郎町（とうしろうちょう）は、愛知県瀬戸市深川連区の町名。丁番を持たない単独町名である。

## 地理
- 瀬戸市の中央部に位置する[8]。西を刎田町・須原町、北から東を古瀬戸町、南を王子沢町・寺本町と隣接している[8]。
- 北部は陶祖公園の一部で、公園下の国道沿いには大陶壁が作られている[8]。

- 陶祖公園の大陶壁

### 河川
- 瀬戸川[8] ： 町の東部から南東部にかけて南流し、南東端で向きを変えて、そこから西流している。

- 瀬戸川（藤四郎町内）

### 学区
市立小・中学校に通う場合、学区は以下の通りとなる。また、公立高等学校普通科に通う場合の学区は以下の通りとなる。
| 番・番地等 | 小学校                 | 中学校                 | 高等学校 |
| ---------- | ---------------------- | ---------------------- | -------- |
| 全域       | 瀬戸市立にじの丘小学校 | 瀬戸市立にじの丘中学校 | 尾張学区 |

## 歴史

### 町名の由来
この地にあった瀬戸公園（現・陶祖公園）の中に陶祖藤四郎の碑があるところから、この名称がつけられたとされる。

### 沿革
- 1942年（昭和17年）1月9日 - 瀬戸市大字瀬戸字刎田の一部により、同市藤四郎町として成立[2]。

## 世帯数と人口
2025年（令和7年）2月1日現在の世帯数と人口は以下の通りである。
| 町丁     | 世帯数 | 人口 |
| -------- | ------ | ---- |
| 藤四郎町 | 13世帯 | 24人 |

### 人口の変遷
国勢調査による人口の推移
| 1995年（平成7年）  | 69人 | [ 12 ] |  |
| 2000年（平成12年） | 54人 | [ 13 ] |  |
| 2005年（平成17年） | 46人 | [ 14 ] |  |
| 2010年（平成22年） | 38人 | [ 15 ] |  |
| 2015年（平成27年） | 34人 | [ 16 ] |  |
| 2020年（令和2年）  | 21人 | [ 17 ] |  |

### 世帯数の変遷
国勢調査による世帯数の推移。
| 1995年（平成7年）  | 31世帯 | [ 12 ] |  |
| 2000年（平成12年） | 25世帯 | [ 13 ] |  |
| 2005年（平成17年） | 24世帯 | [ 14 ] |  |
| 2010年（平成22年） | 24世帯 | [ 15 ] |  |
| 2015年（平成27年） | 19世帯 | [ 16 ] |  |
| 2020年（令和2年）  | 10世帯 | [ 17 ] |  |

## 交通

### 鉄道
町内に鉄道は走っていない。最寄り駅は名鉄瀬戸線尾張瀬戸駅になる。

### バス
名鉄バス「しなの線（瀬戸北線）」
- 【1】【1H】【2】【2H】【3】【4】新瀬戸駅 - 瀬戸駅前 - 古瀬戸 - しなのバスセンター - 上品野 系統 ： 陶祖公園バス停（品野方面乗り場）

名鉄バス「本地ヶ原線」
- 【10】瀬戸駅前－古瀬戸－赤津 系統 ： 陶祖公園バス停（赤津方面乗り場）

- 陶祖公園バス停

### 道路
- 国道248号[8]・国道363号（重複区間） ： 町の南部を東西に通っている[注釈 1]。

- 国道248号・363号標識（藤四郎町内）

## 施設
- 陶祖公園[8] ： 須原町・藤四郎町・紺屋田町・東印所町にまたがって整備されている瀬戸の中心部を一望できる公園[18]。当町内には、陶の階段・竹露庵（茶室）・六角陶碑・六角藤棚・猿園などがある。
- 常福院 ： 陶祖公園の近くにある本山修験宗の寺院[19]。

- 陶祖公園 陶の階段
- 陶祖公園 竹露庵（茶室）
- 陶祖公園 六角陶碑
- 陶祖公園 六角藤棚
- 陶祖公園 猿園
- 常福院

## その他

### 日本郵便
- 郵便番号 : 489-0831[6]（集配局：瀬戸郵便局[20]）。